# 동안초등학교
동안초등학교(東安初等學校)는 대한민국 경기도 안양시 동안구에 있는 공립 초등학교이다.

## 학교 연혁
- 1991년 3월 11일 : 동안초등학교 설립 인가
- 1992년 9월 1일 : 개교 (6학급)
- 1992년 9월 1일 : 초대 김종성 교장 취임
- 1993년 2월 16일 : 제1회 졸업(101명)
- 1993년 3월 9일 : 귀인초등학교 분리 (160명)
- 1993년 5월 1일 : 평촌초등학교 분리 (314명)
- 2016년 2월 10일 : 제 25회 졸업(110명) 총 졸업생 4,768명
- 2018년 3월 1일 : 제10대 이영애 교장 취임
- 2021년 3월 1일 : 20학급 편성

## 참고 자료
- 동안초등학교 - 한국교육학술정보원 학교알리미